# Geococcyx californianus
Il corridore della strada o mimì maggiore (Geococcyx californianus Lesson, 1829), conosciuto anche con il nome inglese roadrunner, è un uccello della famiglia Cuculidae dell'ordine dei Cuculiformi.
Questo uccello è stato reso famoso dalla serie di corti animati Willy il Coyote e Beep Beep, prodotta da Warner Bros., nella quale un coyote affamato insegue uno di questi uccelli tra le gole del Grand Canyon senza mai riuscire a cibarsene.

## Caratteristiche
Il corridore della strada è lungo 52-60 centimetri, pesa 230-350 grammi e ha un'apertura alare di 45-60 centimetri. Il piumaggio è biancastro sul petto e sul ventre, mentre capo, dorso, ali e coda, sono vistosamente striate di bianco, nero, e marrone scuro. Una linea bianca risalta posteriormente agli occhi gialli. Sul capo porta una cresta nera e bruna. Il becco è lungo, adunco sulla punta e grigio-bluastro. Le zampe sono robuste e anch'esse bluastre. La coda è molto lunga e viene usata come bilanciere, come timone e come freno nelle corse. Non c'è dimorfismo sessuale nella livrea.

## Distribuzione e habitat
Questa specie vive nel sudovest degli Stati Uniti d'America, in un'area che comprende tutti gli stati tra la California e la Louisiana. È presente anche nel nord e nel centro del Messico.
Vive quasi esclusivamente nelle zone desertiche e semidesertiche o dove la vegetazione è limitata a bassi cespugli e pochi ciuffi d'erba, ma è stato avvistato anche al limitare dei boschi e in zone di erba alta.

## Comportamento

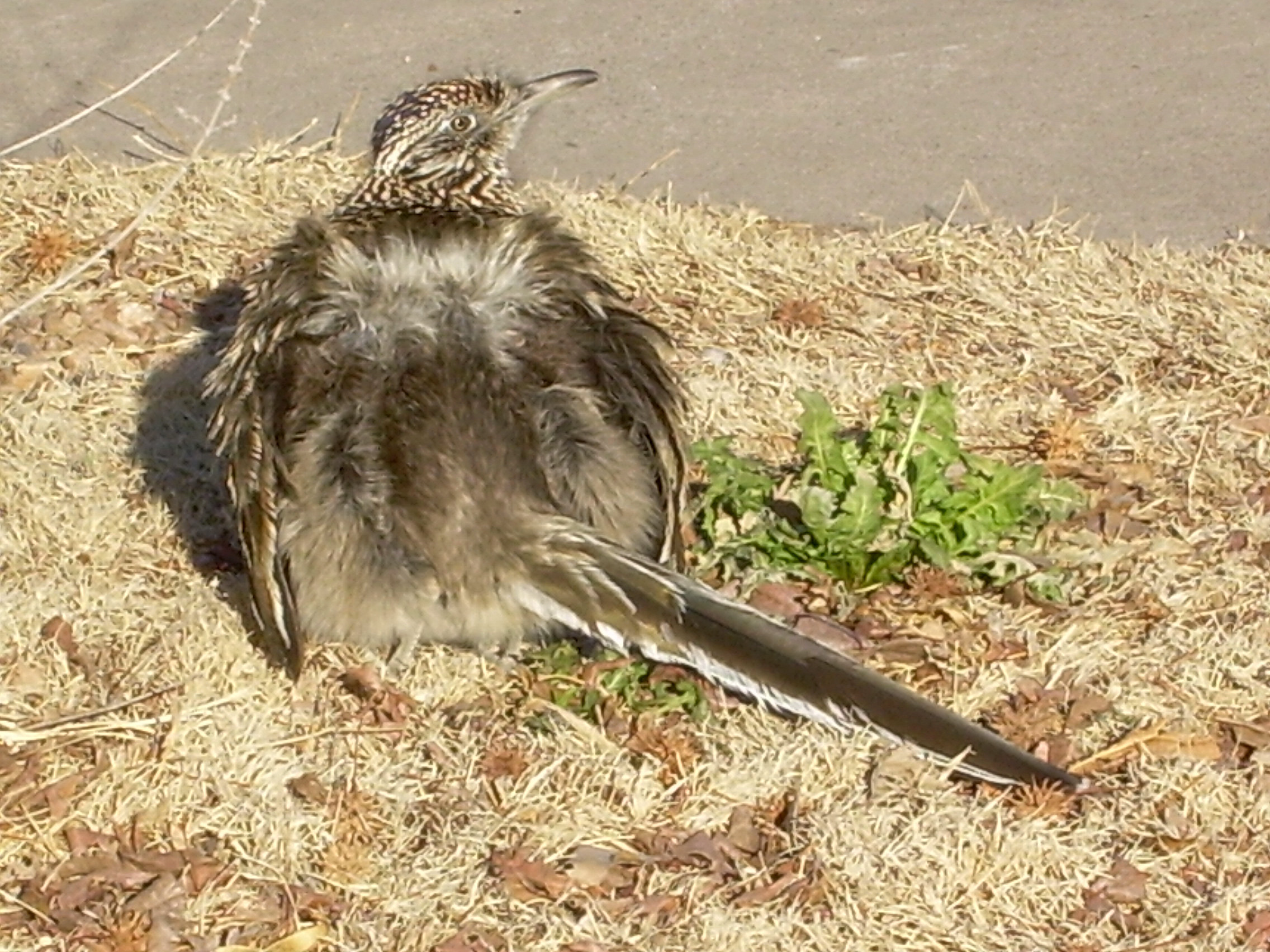
"bagni di sole".

Nonostante sia in grado di volare, il corridore della strada preferisce spostarsi a terra dove raggiunge velocità di oltre trenta chilometri orari. È un uccello curioso che non esita ad avvicinarsi agli uomini. Ha abitudini insolite per un uccello: durante le fredde notti del deserto entra in ipotermia per conservare energia; all'alba si riprende scaldandosi alla luce del sole e sistemandosi in modo da assorbire più calore possibile, cioè con le piume nere rivolte ai raggi; al contrario, durante il pomeriggio, quando il calore è quasi insopportabile, riduce le sue attività della metà.

### Voce
Come la maggior parte dei cuculi, il corridore della strada possiede un vasto repertorio di suoni. Quello classico è un susseguirsi di sei cuu bassi e lenti, in tono discendente; una serie di schiocchi, prodotti dallo sbattere del becco, sono il segnale di allarme. In altre occasioni, come nel periodo riproduttivo, il maschio emette una specie di suono ronzante per attirare la femmina.

### Alimentazione
Si procura il cibo inseguendo a gran velocità le sue prede che uccide con un colpo del becco o, nel caso di prede troppo grandi, sbattendole contro una roccia. In modo particolare si nutre di lucertole, di serpenti anche velenosi come i crotali, di piccoli uccelli come quaglie, passeri e colibrì, e di piccoli mammiferi quali topi e altri roditori. Non disdegna gli insetti, gli aracnidi come grossi ragni, scorpioni e tarantole, e i miriapodi.

### Riproduzione
La stagione riproduttiva del corridore della strada inizia in primavera e si conclude a settembre. Il maschio attrae la femmina mostrandole e porgendole varie prede (solitamente lucertole e serpenti); se questo non è sufficiente agita la coda davanti alla femmina, mentre emette vari suoni. Una volta formata, la coppia rimane insieme per la vita. Il nido viene costruito dalla femmina su cespugli, cactus o bassi alberi, con rametti, piume, erba e foglie recuperati dal maschio. La femmina depone dalle due alle otto uova di un giallino chiaro, che hanno un periodo di incubazione di circa venti giorni. Le schiuse sono asincrone, ma i genitori si prendono cura di tutti i piccoli che diventeranno indipendenti a circa due mesi dalla nascita. Raramente i corridori della strada sono parassiti di covata.

## Tassonomia
Geococcyx californianus non ha sottospecie, è monotipico.

## Predatori e status
Questo uccello è largamente cacciato da molti animali: falchi, aquile, moffette, procioni, gatti domestici e coyote sono i suoi predatori naturali. È curioso e si avvicina parecchio alle abitazioni; poiché le sue prede sono spesso dannose e pericolose, è ben visto dall'uomo.
Il corridore della strada è un uccello con un'ampia popolazione, al momento non in pericolo.